# Мафалда Португальська
Мафа́лда Португальська або Мафа́лда Санчес (порт. Mafalda Sanches de Portugal; 1195/1196 — 1 травня 1256) — португальська інфанта, королева Кастилії (1215– 1216). Представниця португальського Бургундського дому.
Народилася в Коїмбрі, Португалія Четверта донька португальського короля Саншу I й арагонської інфанти Дульси. Сеньйора замку і поселення Сейя (з 1211). Дружина кастильського короля Енріке I (1215–1216). Після скасування шлюбу Церквою вела чернече життя в Ароцькому монастирі (з 1216). У 1211—1216 роках разом із сестрами Терезою та Саншою безуспішно воювала проти свого брата і португальського короля Афонсу II. 1223 року повернула собі частину доходів за правління Саншу II. Померла в Ріу-Тінту, Гондомар, Португалія. Похована в Ароцькому монастирі. Беатифікована 1792 року римським папою Пієм VI. День вшанування — 2 травня. Також — Мафалда Португальська (порт. Mafalda de Portugal), королева-інфанта Мафалда (порт. Infanta-Rainha Mafalda), блаженна Мафалда (порт. Beata Mafalda).

## Біографія
Мафалда народилася 1195 або 1196 року в Коїмбрі, в родині португальського короля Саншу I та королеви Дульси, доньки барселонського графа Рамона-Беренгера IV та арагонської королеви Петроніли. Дівчина була четвертою донькою в сім'ї. Її сестрами були Тереза, леонська королева, та Санша; братом — Афонсу II, майбутній король Португалії. 
1211 року, внаслідок смерті батька Саншу І, Мафалда та її сестри отримали за його заповітом значні володіння у Центральній Португалії, а також титули «королев». Санша стала господаркою замку Сейя, сеньйорою прилеглого поселення і маєтку. Її брат і новий португальський король Афонсу II розпочав із сестрами міжусобну війну, боячись розколу держави на феодальні уділи. 1215 року конфлікт залагодили за посередництва римського папи Іннокентія III — Мафалда й сестри відмовилися від королівських титулів, визнали брата своїм сюзереном в обмін на грошові компенсації, а Сейський замок — Авіському ордену в особі Фернанду Аніша. Після смерті Афонсу II в 1223 році вони уклали із його наступником і сином Саншу II вигідний договір. За його умовами Мафалда та сестри повернули собі дохід із земель, заповіданих батьком, а також отримали щорічне утримання, розміром у 4000 золотих.
1215 року Мафалда одружилася зі своїм 10-річним кузеном Енріке I, королем Кастилії. Наступного року Святий Престол визнав шлюб недійсним з причини близького родичівства наречених. Після цього кастильська екс-королева повернулася до Португалії.
З 1216 року Мафалда мешкала у Ароцькому монастирі й вела життя черниці. Вона продовжувала отримувати ренту зі своїх володінь, яку жертвувала на побудову монастирів, церков, каплиць, гостинних дворів для подорожніх, шпиталів, мостів у Португалії. Мафалда особливо шанувала образ Діви Марії Сілванської у Порту, куди постійно ходила на прощу. Окрім власної Ароцької обителі, вона реформувала монастир в Ріу-Тінту, що лежав по дорозі до Порту. 
1 травня 1256 року Мафалда померла в Ріу-Тінту, на шляху додому з Порту. Її поховали у Ароцькому монастирі. 7 серпня 1617 року її тіло виявили нетлінним й урочисто перенесли до кам'яної гробниці. Це дало початок культу вшанування Мафалди як місцевої святої. 27 червня 1793 року римський папа Пій VI беативікував її.

## Сім'я

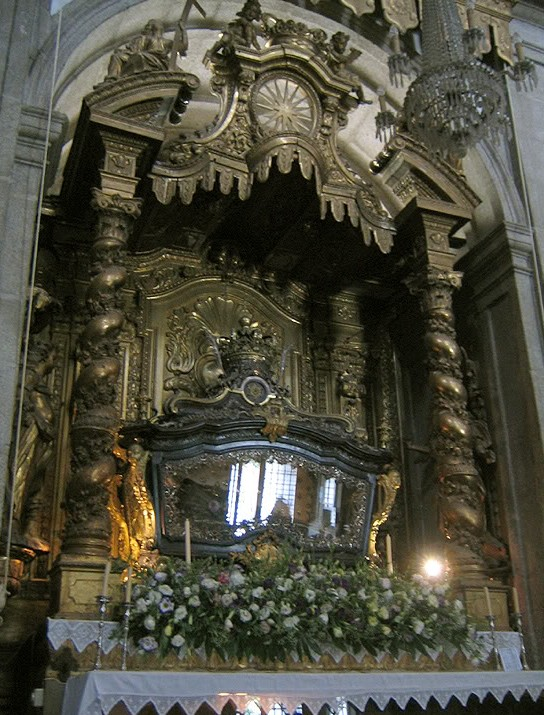
Гробниця Мафалди у церкві Ароцького монастиря.

- Батько: Саншу I (1154—1211) — король Португалії.
- Матір: Дульса (1160—1198) — донька барселонського графа Рамона-Беренгера IV
- Чоловік: Енріке I (1204—1217) — король Кастилії (1214—1217).

## Патрон
- Португалія:
  - муніципалітети: Арока